# Liste der Monuments historiques in Le Meix
Die Liste der Monuments historiques in Le Meix führt die Monuments historiques in der französischen Gemeinde Le Meix auf.

## Liste der Objekte
| Bezeichnung                   | Beschreibung                                                            | Standort                      | Kennzeichnung | Schutzstatus | Datum | Bild |
| ----------------------------- | ----------------------------------------------------------------------- | ----------------------------- | ------------- | ------------ | ----- | ---- |
| Skulptur Heilige Barbara      | Kalkstein, farbig gefasst, 16. Jahrhundert                              | in der Kirche Ste-Anne (Lage) | PM21001461    | Classé       | 1965  |      |
| Skulptur Heilige Margaretha   | Kalkstein, farbig gefasst, 16. Jahrhundert                              | in der Kirche Ste-Anne (Lage) | PM21001462    | Classé       | 1965  |      |
| Skulptur Madonna mit Kind     | Kalkstein, farbig gefasst, um 1500                                      | in der Kirche Ste-Anne (Lage) | PM21002644    | Classé       | 1994  |      |
| Altar                         | Gusseisen, bemalt und vergoldet, 19. Jahrhundert                        | in der Kirche Ste-Anne (Lage) | PM21003902    | Inscrit      | 1989  |      |
| Grabstein für Nicolas Durant  | Stein, bezeichnet 1827                                                  | in der Kirche Ste-Anne (Lage) | PM21003903    | Inscrit      | 1989  |      |
| Skulptur Unterweisung Mariens | Aufsatz eines Prozessionsstabs; Holz, erste Hälfte des 17. Jahrhunderts | in der Kirche Ste-Anne (Lage) | PM21003901    | Inscrit      | 1989  |      |